# ユビレジ
株式会社ユビレジは、2010年よりiPadを使ったクラウドPOSレジ「ユビレジ」を提供するIT企業。

## 概要
社長の木戸啓太は慶應義塾大学大学院在学当時に発売されたiPadを見て「今後タブレット市場が伸びる」と直感した。自身の飲食店でのアルバイト経験から、サービス業の会計管理をiPadアプリで出来るのではないか、と思い立ち起業。2010年8月、iPad POSレジアプリ「ユビレジ」をリリースした。初代iPadは2010年5月下旬に日本で発売開始されていることから考えると、「ユビレジ」はiPadクラウドPOSレジの国内のパイオニアと言える。

## 沿革
2009年9月
- 木戸 啓太が学生仲間2人とホームサーチ株式会社を設立

2010年8月
- iPad POSレジ「ユビレジ」をリリース[1]

2011年2月
- 社名を「株式会社ユビレジ」に変更

2012年7月
- 株式会社セールスフォース・ジャパンと日本ベンチャー初の資本業務提携

2013年2月
- 「ユビレジ for Salesforce」をリリース[2]

2013年3月
- 「FlickOrder（現：ユビレジ ハンディ）」リリース[3]

2013年12月
- 「StockScan（現：ユビレジ 在庫管理）」リリース

2014年9月
- モバイル決済サービス「Coiney（現：STORESターミナル）」と連携[4]

2015年12月
- 「Ruby biz Grand Prix 2015」[5]。でユビレジが大賞を受賞

2016年3月
- 株式会社きちりと資本業務提携

2016年10月
- 未来を担う経営者を発掘する「第1回パッションリーダーズアワード」[6]。にて代表木戸が大賞を受賞

2017年3月
- TKCの会計ソフト「FXシリーズ」と連携[7]

2017年8月
- 「セルフオーダーシステム」提供開始[8]

2020年2月
- サービス名及びロゴを一新！[9]

2020年6月
- 「ユビレジ QRオーダー」をリリース[10]、東芝データ株式会社と資本業務提携

2021年7月
- クレジットカードでの決済機能を追加した「ユビレジ QRオーダー＆決済」をリリース[11]

## 製品
ユビレジ
- iPadを使ったクラウドPOSレジ

ユビレジ ハンディ
- iPod、iPhoneを使った飲食店向けのオーダーシステム。ユビレジと連携。

ユビレジ 在庫管理
- 小売向けの在庫管理システム

ユビレジ QRオーダー＆決済
- 来店客が自身のスマートフォンからメニューを閲覧しオーダーできるセルフオーダーシステム。2021年7月からは注文から決済まで可能になった。

## 所在地
本社所在地　〒151-0051 東京都渋谷区千駄ヶ谷3丁目51-10 PORTAL POINT HARAJUKU 606号室